# Жакаре-дус-Оменс
Жакаре-дус-Оменс (порт. Jacaré dos Homens)  —  муниципалитет в Бразилии, входит в штат Алагоас. Составная часть мезорегиона Сертан штата Алагоас. Входит в экономико-статистический микрорегион Баталья. Население составляет 6330 человек на 2005 год. Занимает площадь 142,34 км². Плотность населения — 44,57 чел./км².

## История
Город основан в 1900 году.